# オーヴァーキル (モーターヘッドのアルバム)
『オーヴァーキル』（Overkill）は、イギリスのバンド、モーターヘッドが1979年に発表した2作目のスタジオ・アルバム。

## 背景
ブロンズ・レコード移籍第1弾アルバムに当たり、バンドは本作に先がけて、ニール・リッチモンドのプロデュースによるカヴァー曲「ルーイ・ルーイ」が全英シングルチャートで68位のヒットを記録したことで、正式にアルバム制作の契約を得た。本作の制作に当たり、ブロンズ側が提示したプロデューサー候補の中から、バンドの希望によりローリング・ストーンズ等との仕事で知られるジミー・ミラーが選ばれたが、シングル「ルーイ・ルーイ」のB面曲「テア・ヤ・ダウン」はリッチモンドのプロデュースにより、本作にはミラーによるリミックス・ヴァージョンが収録された。
「メトロポリス」は、フリッツ・ラングが監督した映画『メトロポリス』にインスパイアされて作られた曲である。

## 反響
全英アルバムチャートでは11週トップ100入りして最高24位を記録し、バンド初の全英トップ40アルバムとなった。全英シングルチャートでは、本作からの先行シングル「オーヴァーキル」が39位に達して、バンド初の全英トップ40シングルとなり、続く「ノー・クラス」は61位を記録した。

## 評価・影響
Jason Birchmererはオールミュージックにおいて5点満点中4.5点を付け「スラッシュメタルの誕生以前に、パンク色を取り入れた、雑で生々しいが力強く挑発的なヘヴィメタルというモーターヘッドの音楽的個性を完璧なまでに提示しており、凶暴なアルバムである」と評している。Eduardo Rivadaviaは2015年12月、Ultimate Classic Rockの企画「Motorhead Albums Ranked Worst to Best」において、本作を22作中2位に挙げ「文字通り、彼ら独特の音楽性のマニュアルが作り上げられた」、「捨て曲がない」と評している。
アメリカのスラッシュメタル・バンド、オーヴァーキルのバンド名は、本作に由来しており、1999年のカヴァー・アルバム『カヴァーキル』には「オーヴァーキル」のカヴァーが収録された。また、モーターヘッドを敬愛していたメタリカは1995年12月14日、レミー・キルミスターと共に「ザ・レミーズ」名義でのギグを行い、当日のリハーサルにおける録音（本作収録曲「オーヴァーキル」と「ダメージ・ケース」を含むモーターヘッドのカヴァー4曲）は、メタリカのシングル「ヒーロー・オブ・ザ・デイ」（1996年）のカップリング曲として発表され、1998年のアルバム『ガレージ・インク』にも収録された。

## 収録曲
特記なき楽曲はメンバー3人の共作。ただし、クレジットには明記されていないが、「ダメージ・ケース」はミック・ファレン（ザ・デヴィアンツ）が作詞し、レミー・キルミスターが歌詞を改作する形で作られた。
1. オーヴァーキル - "Overkill" - 5:12
2. ステイ・クリーン - "Stay Clean" - 2:42
3. （アイ・ウォント）ペイ・ユア・プライス - "(I Won't) Pay Your Price" - 2:57
4. アイル・ビー・ユア・シスター - "I'll Be Your Sister" - 2:55
5. カプリコーン - "Capricorn" - 4:11
6. ノー・クラス - "No Class" - 2:41
7. ダメージ・ケース - "Damage Case" - 3:02
8. テア・ヤ・ダウン - "Tear Ya Down" - 2:42
9. メトロポリス - "Metropolis" - 3:37
10. リム・フロム・リム - "Limb From Limb" - 4:57

### 1996年リマスターCDボーナス・トラック
1. トゥー・レイト、トゥー・レイト - "Too Late, Too Late" - 3:27
  - シングル「オーヴァーキル」のB面曲。
2. ライク・ア・ナイトメア - "Like a Nightmare" - 4:28
  - シングル「ノー・クラス」のB面曲。
3. ルーイ・ルーイ - "Louie, Louie" (Richard Berry) - 2:48
  - 1978年のシングルA面曲。
4. テア・ヤ・ダウン（インストゥルメンタル） - "Tear Ya Down (Instrumental Version)" - 2:39
5. ルーイ・ルーイ（別ヴァージョン） - "Louie, Louie (Alternative Version)" (R. Berry) - 2:54

## 参加ミュージシャン
- レミー・キルミスター - ボーカル、ベース、セカンド・ギター・ソロ(on #10)
- エディ・クラーク - ギター
- フィル・テイラー - ドラムス